# Ronald Kwemoi
Ronald Kwemoi, född 19 september 1995, är en kenyansk friidrottare som tävlar i  medel- och långdistanslöpning.

## Karriär
Vid de afrikanska mästerskapen 2014 tog Kwemoi brons på 1 500 meter. Vid OS 2016 placerade sig Kwemoi på en trettonde plats på 1 500 meter. Ronald Kwemoi blev olympisk silvermedaljör på 5 000 meter vid olympiska sommarspelen 2024 i Paris.